# نیروگاه هسته‌ای شیمانه
نیروگاه هسته‌ای شیمانه (به لاتین: Shimane Nuclear Power Plant) یک نیروگاه هسته‌ای در ژاپن است که در ماتسوئه واقع شده‌است.